# Resolução 306 do Conselho de Segurança das Nações Unidas
Resolução 306 do Conselho de Segurança das Nações Unidas foi adotada em 21 de dezembro de 1971. Depois de considerar a recomendação da nomeação do Secretário-Geral das Nações Unidas, o Conselho recomendou à Assembleia Geral que o Sr. Kurt Waldheim fosse nomeado para um mandato de cinco anos.
A resolução foi adotada por unanimidade em uma reunião privada.